# فیلم‌شناسی امیر نادری
امیر نادری فیلم‌سازی صاحب‌سبک به‌شمار می‌رود. او کارش را با آغازِ موج نوی سینمای ایران آغاز کرد و بعدها در امریکا و اروپا و شرق دور هم فیلم‌ها ساخت. دونده معروف‌ترین فیلم اوست. آخرین فیلمِ نادری مستندی به نامِ سفری به دنبال هویت (۱۴۰۰) بوده است.

## کارگردانی
| فیلم‌ها      | فیلم‌ها                        | فیلم‌ها   | فیلم‌ها          | فیلم‌ها       | فیلم‌ها    | فیلم‌ها | فیلم‌ها      | فیلم‌ها    | فیلم‌ها  |
| سال         | نـام                          | کارگردان | تدوینگر         | فیلمنامه‌نویس | تهیه‌کننده | موسیقی | مدّت (دقیقه) | رنگ       | توضیحات |
| ----------- | ----------------------------- | -------- | --------------- | ------------ | --------- | ------ | ----------- | --------- | ------- |
| ۲۰۲۱ میلادی | سفری به دنبال هویت            | Yes      |                 |              |           |        |             | سیاه‌وسفید |         |
| ۲۰۰۸ میلادی | وگاس: بر اساس یک داستان واقعی | Yes      |                 |              |           |        |             | رنگی      |         |
| ۱۳۶۳        | دونده                         | Yes      | بهرام بیضایی    |              |           |        |             | رنگی      |         |
| ۱۳۵۷        | ساخت ایران                    | Yes      |                 |              |           |        |             |           |         |
| ۱۳۵۴        | مرثیه                         | Yes      |                 |              |           |        |             |           |         |
| ۱۳۵۳        | انتظار                        | Yes      |                 |              |           |        |             | رنگی      |         |
| ۱۳۵۲        | تنگسیر                        | Yes      |                 |              |           |        |             | رنگی      |         |
| ۱۳۵۲        | ساز دهنی                      | Yes      | سهراب شهید ثالث |              |           |        |             |           |         |
| ۱۳۵۲        | تنگنا                         | Yes      | مهدی رجاییان    | Yes          |           |        |             | سیاه‌وسفید |         |
| ۱۳۵۰        | خداحافظ رفیق                  | Yes      |                 |              |           |        |             |           |         |

## در فیلم‌های دیگران

### عکّاسی
- رضا موتوری ۱۳۴۹
- حسن کچل ۱۳۴۹
- قیصر ۱۳۴۸
- بیگانه بیا ۱۳۴۷

### نویسندگی
- تجربه